# Fair Play-priset
Fair Play-priset, egentligen Riksidrottsförbundets och Svenska Sportjournalistförbundets Fair Play-pris, var ett pris som mellan 1974 och 2012 delades ut av Riksidrottsförbundet (RF) och Svenska Sportjournalistförbundet (SSF) för att premiera föredömligt uppträdande inom idrotten. 
Priset kunde tilldelas en enskild idrottsman, ett lag, ett landslag, en klubb eller en grupp knuten till en klubb. Motiveringen kunde vara en fin insats i en tävling, där idrottsmannen satt idrottens idé före sitt eget resultat. Eller ett föredömligt uppträdande under många år i toppidrotten, där idrottsutövaren, laget, klubben hade varit i fokus och framträtt som ett föredöme för andra. 
Priset kunde också delas ut för att premiera långsiktiga och genomtänkta program som premierade och stimulerade rent spel. Till priset hörde också ett stipendium på 50 000 kronor som gick till insatser för rent spel i det förbund eller den klubb som nominerat vinnaren eller där klubb eller förbund visat prov på genomtänkta åtgärder. 
I oktober 2013 meddelades att priset läggs ner.

## Mottagare av Fair Play-priset
- 1974 - Hans Lundgren, Järva MK, motocross
- 1975 - delades inget pris ut.
- 1976 - Ingemar Stenmark, Tärna IK Fjällvinden, utförsåkning
- 1977 - Björn Nordqvist, IFK Göteborg, fotboll
- 1978 - Stellan Bengtsson, Falkenbergs BTK, bordtennis
- 1979 - Sven-Åke Lundbäck, Bergnäsets AIK, längdåkning
- 1980 - Stefan Branth, Almby IK, Örebro, orientering och Gert Pettersson, Mälarhöjdens IK, orientering
- 1981 - IFK Göteborg, fotboll
- 1982 - Mats Wilander, Växjö TS, tennis
- 1983 - delades inget pris ut.
- 1984 - Ann Louise Skoglund, IF Göta, friidrott
- 1985 - Torbjörn Nilsson, IFK Göteborg, fotboll
- 1986 - Bengt "Pinnen" Ramström, IF Boltic, bandy
- 1987 - Robert Åberg, Kiruna MK, motorsport
- 1988 - Tomas Gustafson, Eskilstuna IK, skridsko
- 1989 - Sofie Marmont, Härnösands curlingklubb, curling
- 1990 - Sveriges herrlandslag i handbolls hejarklack i VM.
- 1991 - Pia Sundhage, Hammarby IF DFF, fotboll
- 1992 - Stefan Edberg, tennis
- 1993 - Carl Johan Bjerkert, Vimmerby MS, motocross
- 1994 - John Anders Sjögren, tennis och Tommy Svensson, fotboll
- 1995 - Thomas Wernerson, IFK Göteborg, fotboll
- 1996 - Jörgen Persson, Halmstad BTK, bordtennis
- 1997 - Patrik Strenius, Malmö AI, friidrott
- 1998 - delades inget pris ut.
- 1999 - Per Källman, coach M7 Basket, basket
- 2000 - Kenth Hultqvist, Sveriges förbundskapten i bandy
- 2001 - Magnus Norman, tennis.
- 2002 - Bollstanäs SK.
- 2003 - Mattias Nygren, rallycross
- 2004 - AIK ungdomsfotboll, fotboll
- 2005 - Gabriel Bengtsson, Borås Judoklubb
- 2006 - Kjell Frisk och Lars Sandberg, Djurgårdens IF, fotboll
- 2007 - Andreas Johansson, Halden SK
- 2008 - Eva Johansson, Önnereds HK, handboll
- 2009 - Rinkeby Tensta Internationella IK, handboll
- 2010 - Alexander Lundh, BTK Frej, bordtennis
- 2011 - Patrik Johansson och Cristoffer Sohl, Värnamo cykelklubb respektive Karlskoga. Nominerade av Eksjö cykelklubb och Eksjö skid- och orienteringsklubb.
- 2012 - Sofia Holmgård, Kils OK, orientering

### Fotnoter
1. ↑  ”Fair play-pris läggs ned”. Dagens Nyheter. 18 oktober 2013. http://www.dn.se/sport/fair-play-pris-laggs-ned/. Läst 10 mars 2014.